# Arte pré-histórica
Arte pré-histórica refere-se a toda a arte produzida em culturas que antecedem a existência de registos escritos, pré-história, período que varia enormemente entre diferentes culturas. Inicia-se em algum lugar na história geológica muito tardia, e geralmente continua até que essa cultura desenvolva a escrita ou outros métodos de manutenção de registos, ou estabeleça contato significativo com outra cultura que tenha desenvolvido ou que faça algum registo de eventos históricos importantes. É neste tramite que começa a arte antiga, para as culturas letradas. A data final para o que é abrangido pelo termo, portanto, varia muito entre as várias partes do mundo. A escrita surgiu em várias partes do mundo entre o 4° e o 1° milénio a.C. Muito do nosso conhecimento sobre arte e cultura pré-históricas, portanto, deriva de investigações arqueológicas. Na Europa, o fim do período pré-histórico é frequentemente associado a escritos sobre sociedades europeias da Idade do Ferro por autores clássicos. O termo "pré-histórico" foi cunhado pela primeira vez por um francês, Gustave d'Eichthal, em 1843.
Dentre os primeiros achados arqueológicos bem aceitos como trabalhos com propósito artístico, é inequívoco afirmar-se ter começado há mais de 40.000 anos, na era do Paleolítico superior, embora seja possível que tenha começado muito antes. Em setembro de 2018, cientistas relataram a descoberta do primeiro desenho conhecido do Homo sapiens, que se estima ter 73.000 anos, muito antes dos artefatos de 43.000 anos entendidos como os primeiros desenhos humanos modernos conhecidos encontrados anteriormente. Entre pinturas em cavernas e esculturas esculpidas em diversos materiais, como marfim de mamute, a arte está intimamente relacionada a aspectos religiosos, políticos e sociais das sociedades pré-históricas, oferecendo material para a criação de hipóteses sobre o seu funcionamento.
Foram encontradas conchas gravadas criadas pelo Homo erectus datadas de há 500.000 anos, apesar de os peritos porem em dúvida sobre se estas gravuras podem ser adequadamente classificadas como ‘arte’. Do Paleolítico Superior ao Mesolítico, predominam as pinturas rupestres e as artes portáteis como estatuetas e missangas, com trabalhos figurados decorativos também identificados em alguns objectos utilitários. No Neolítico apareceram achados de cerâmica antiga, bem como escultura e a construção de megálitos. A arte rupestre primitiva também apareceu pela primeira vez durante este período. O advento da metalurgia na Idade do Bronze, trouxe materiais adicionais para um aumento da diversidade estilística e a criação de objetos que não tinham qualquer função óbvia para além da arte. Assistiu também ao desenvolvimento em algumas áreas dos artesãos, uma classe de pessoas especializadas na produção de arte, bem como os primeiros sistemas de escrita. Na Idade do Ferro, a escrita surge em civilizações desde o Antigo Egito até à China Antiga.
Muitos povos indígenas de todo o mundo continuaram a produzir obras artísticas distintas da sua área geográfica e cultura, até que a exploração e o comércio lhes trouxeram métodos de arquivo de registos. Algumas culturas, nomeadamente a civilização maia, desenvolveram de forma independente a escrita durante o período em que prosperou, que mais tarde se perdeu. Estas culturas podem ser classificadas como pré-históricas, especialmente se os seus sistemas de escrita não tiverem sido decifrados.

## Arte no Paleolítico

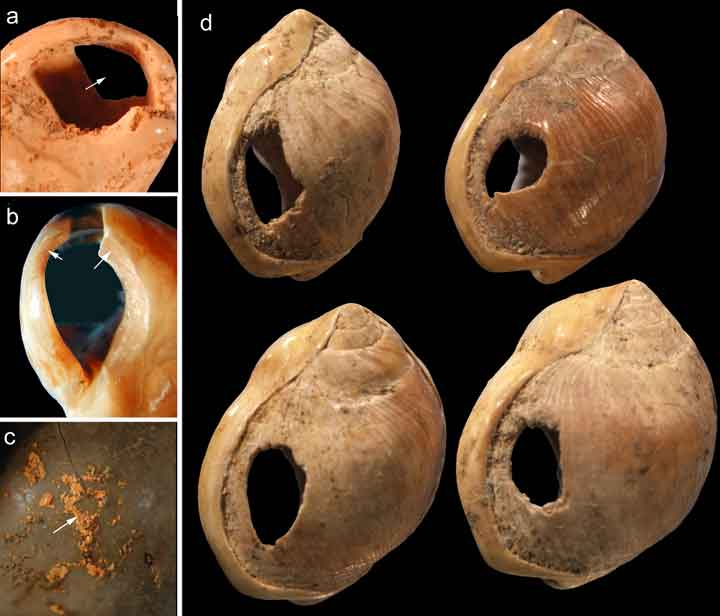
Coleção de conchas perfuradas e tingidas de Caracol Nassarius.

O Paleolítico é a primeira fase periódica da história, com início há cerca de 2,5 milhões de anos e término em 10.000 a.C. Ornamentos ancestrais encontrados por pesquisadores datam desta época. O exemplo mais antigo vem do Marrocos e se trata de uma coleção de conchas perfuradas e tingidas de Caracol Nassarius. Os padrões de desgaste sugerem que elas possam ter formado um colar há 82 mil anos.
As garras de águia de 130.000 anos encontradas em Krapina, na Croácia, foram vistas por alguns antropólogos como um exemplo de arte neandertal. Alguns sugeriram que os neandertais podem ter copiado esse comportamento do Homo sapiens. Mas David W. Frayer contestou essa visão, dizendo que o Homo sapiens não estava na região onde as garras foram descobertas mesmo depois de 100.000 anos.
A arte paleolítica surge como veículo através do qual a humanidade se liberta e se afirma, como a primeira forma de transmitir conceitos com a intenção de perdurar. Algumas análises consideram que ela permite a associação das atividades artísticas com as de subsistência. Portadora de significados complexos para os que a conceberam, estes sistemas de apresentação gráfica poderiam funcionar como expressão dos sistemas de comunicação das sociedades, representando uma ação que carrega dentro de si um discurso.

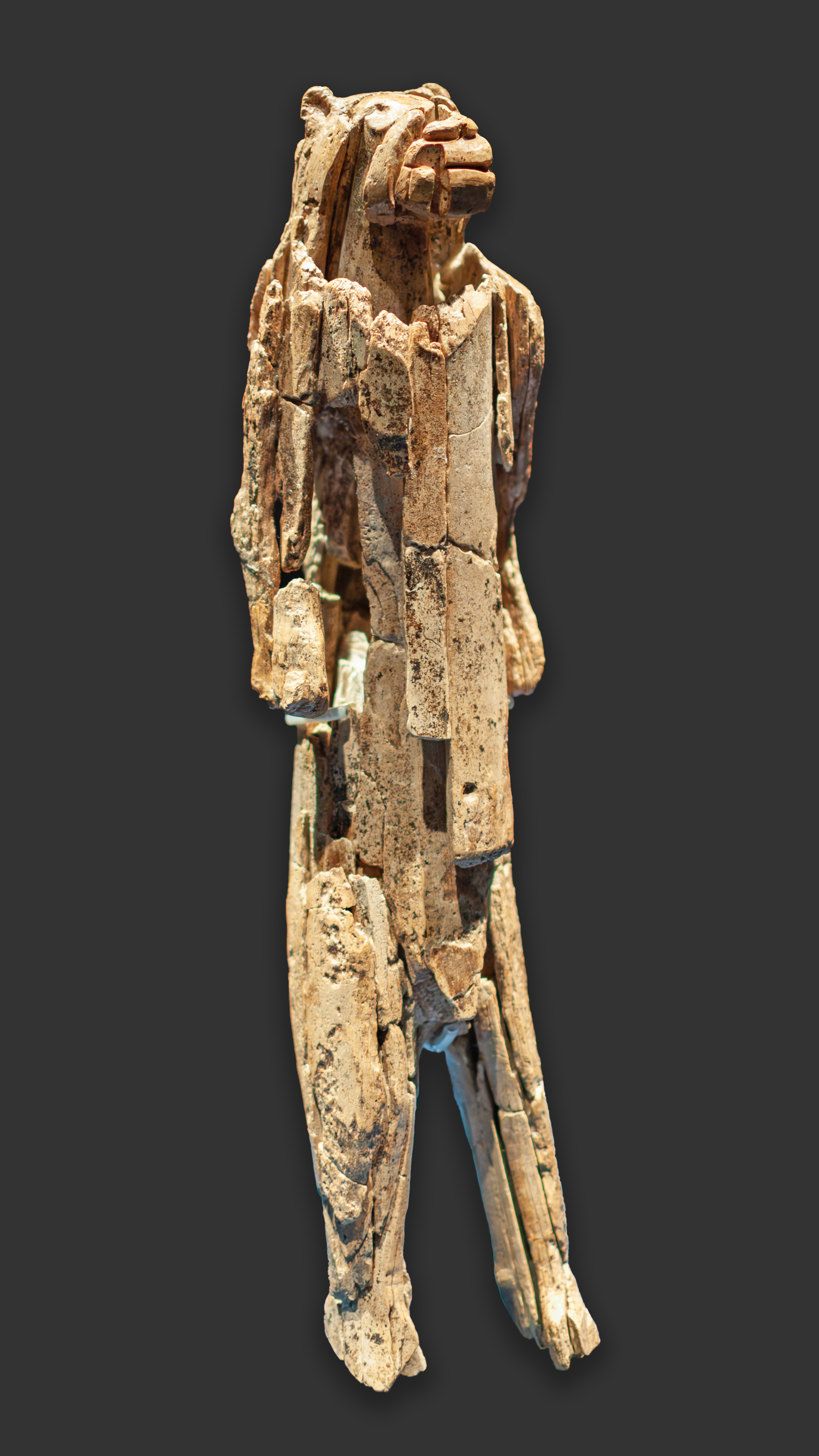
Homem-Leão: representação mais antiga de algo que não existe fisicamente.

Alguns pesquisadores relacionam as grutas nos quais foram encontrados registros de arte associados ao período paleolítico a lugares especiais através dos quais entrava-se em contato com o mundo dos espíritos a partir de certas formas de xamanismo, funcionando como um meio de comunicação de motivações variadas e um santuário por excelência.
O primeiro registro de arte figurativa foi achado na caverna de Leang Tedongnge, localizada na ilha de Celebes, na Indonésia. Ele mostra um javali de 136 centímetros de comprimento por 54 de altura, pintado há mais de 45,5 mil anos.
A representação mais antiga de algo que não existe fisicamente, mas simboliza ideias do sobrenatural é o Homem-Leão. Como o nome sugere, o objeto de 31 centímetros de altura parece ser fruto de uma mistura entre felinos e humanos. Ele foi esculpido em marfim de mamute há 40 mil anos e pesquisadores o encontraram na Alemanha. Este exemplo aproxima a arte funcionando como elemento de demonstração da identificação entre um clã e um animal.
Há ainda outras descobertas arqueológicas na Europa, especialmente no sul da França, norte da Espanha e sudoeste da Alemanha. Elas incluem mais de 200 cavernas com pinturas e esculturas que também estão entre os primeiros exemplos de arte figurativa. Ali, são representados fauna, flora, elementos geométricos e ocasionais figuras humanas, com variações de centímetros a metros de comprimento.
Foram encontrados registros em minas de urânio que se assemelhavam a espíritos malignos, como que para assinalar que eram perigosas. Outros vestígios de pinturas se aproximam do momento da Criação, que poderiam ser mostrados às crianças e funcionariam para assegurar a permanência das cosmogonias daquele local e período histórico.

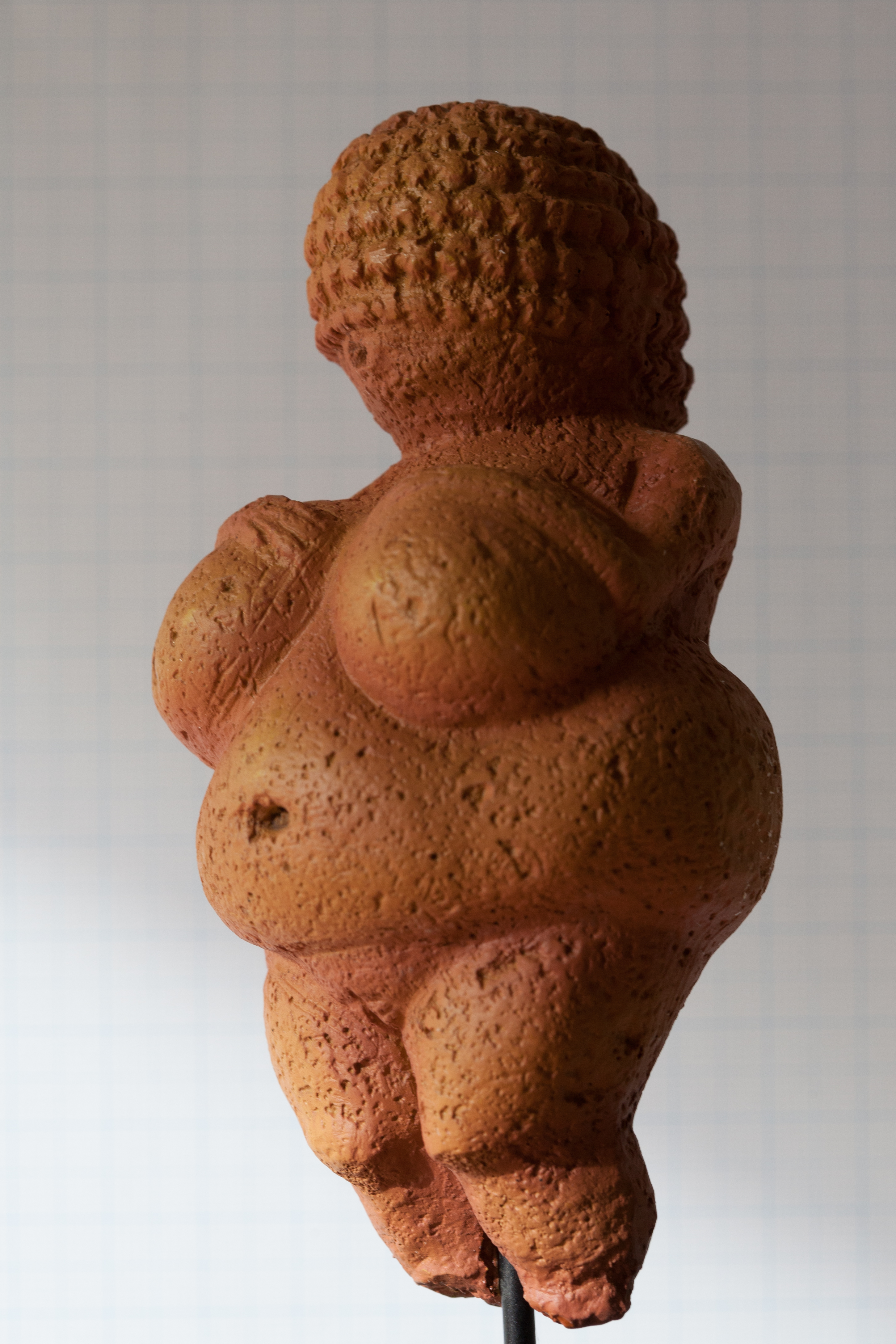
Vênus de Willendorf, encontrada em 1908 na Áustria.

Há um total de 29 sítios ou conjunto de sítios arqueológicos inscritos na lista do Patrimônio Mundial da Unesco que abrigam registros de arte paleolítica. As datações de arte deste período podem ser feitas de três maneiras: de forma indireta, relacionando os painéis pintados e as camadas de ocupação, através da identificação no solo de materiais como ocres, placas pintadas, pingos de tintas e fogueiras; através da datação por Carbono-14 (C14); por termoluminescência. Foram encontrados vestígios de arte paleolítica em todos os continentes, exceto na Antártida.
Uma das mais antigas esculturas se trata de uma figura feminina de 9 centímetros esculpida há 35 mil anos em marfim de mamute. Ela se chama Vênus de Hohle Fels, carregando o nome da caverna em que foi encontrada no sul da Alemanha. Outra bem famosa é a Vênus de Willendorf, de 11,1 centímetros, que deve ter sido esculpida por volta de 24.000 a.C. A teoria é que ambas seriam associadas a representações de fertilidade junto com outras dezenas de figuras paleolíticas.
Entre as pinturas rupestres, os exemplos mais populares ficam nas cavernas francesas de Chauvet, Lascaux e Pech Merle, além daquelas localizadas em Altamira, na Espanha. Arqueólogos acreditam que os desenhos encontrados em Chauvet têm mais de 30 mil anos de idade. Já as imagens de Lascaux (França) e Altamira (Espanha) seriam mais recentes, datando de aproximadamente 15.000 a.C., enquanto as de Pech Merle teriam sido feitas entre 25.000 e 15.000 a.C.
Datando de aproximadamente 25 mil anos atrás, o primeiro registro de arte na África, onde surgiram os Homo sapiens, foi encontrado pelo alemão W.E. Wendt em uma caverna batizada como Apollo 11.
Um caso interessante de ser mencionado é o de Abri Cellier. Em 2014, o Dr. Randall White, da Universidade de Nova Iorque, conduziu uma exploração e escavação que revisitou o sítio arqueológico de Abri Cellier, refúgio rochoso francês já explorado na primeira década de 1900, e descobriu 16 blocos de pedra que contém arte pontilhista ou “pixelizada”. Estes blocos possuem aproximadamente 38.000 anos e o padrão neles encontrado pode indicar marcadores de identidade social em níveis regionais, individuais e grupais.

## Arte no Neolítico
O início do Neolítico é marcado pelo início da agricultura, realizada ainda por sociedades nômades de caçadores coletores. Isso ocorreu em diferentes momentos em diferentes partes do mundo, e também se estendeu por tempos diferentes, a depender da região, e por isso diferentes sociedades vivenciaram o neolítico em momentos diferentes. Na Ásia, por exemplo, o início do Neolítico ocorreu cerca de 10 mil anos atrás, e na Europa, há 6 ou 7 mil anos.
A invenção da agricultura é um fenômeno muito significante, pois permite a transição do modo de vida nômade de caçador-coletor para um modo de vida sedentário e baseado na agricultura, transição esta chamada de Revolução Agrícola (ou Revolução Neolítica). As implicações desta transição são marcantes, principalmente por permitir um grande aumento e concentração populacional em relação ao modo de vida caçador-coletor, e por significar a ocupação permanente de uma área por um grupo de pessoas.

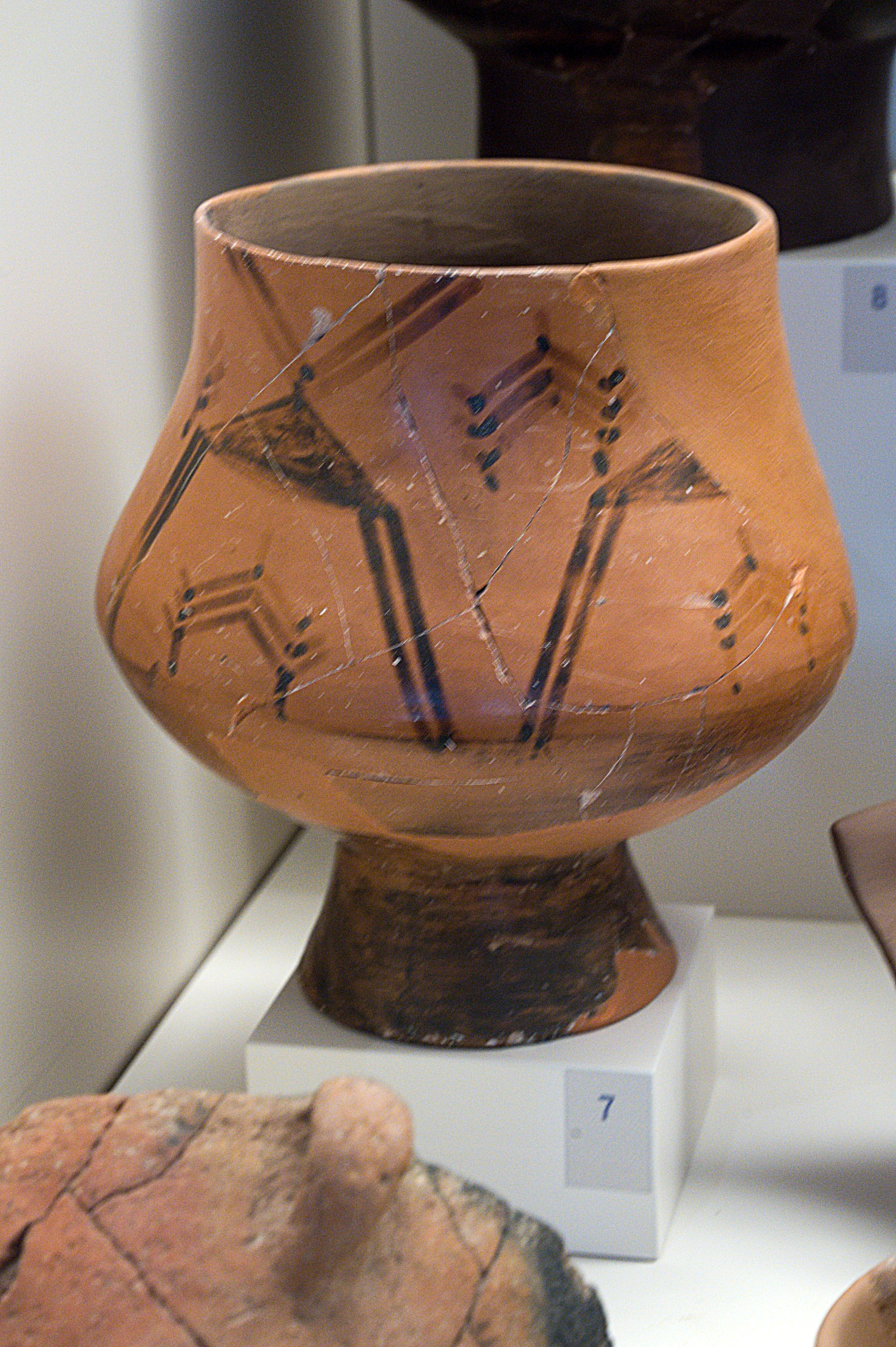
Cerâmica neolítica, da caverna Franchthi.

A produção artística também é muito diferente de uma sociedade neolítica em comparação com uma paleolítica. A forte presença da cerâmica, embora não seja uma completa inovação do Neolítico (também existia cerâmica no paleolítico), é muito marcante, e apesar da arte neolítica ser geralmente destinada a algum uso prático, adornos e outras produções estéticas também se faziam presentes, na forma de colares ou estátuas.  De forma geral, as produções cerâmicas do neolítico são muito mais numerosas e complexas: observam-se vasos e esculturas de diferentes tamanhos e formatos, às vezes sem decoração alguma, às vezes com desenhos e cores variadas.

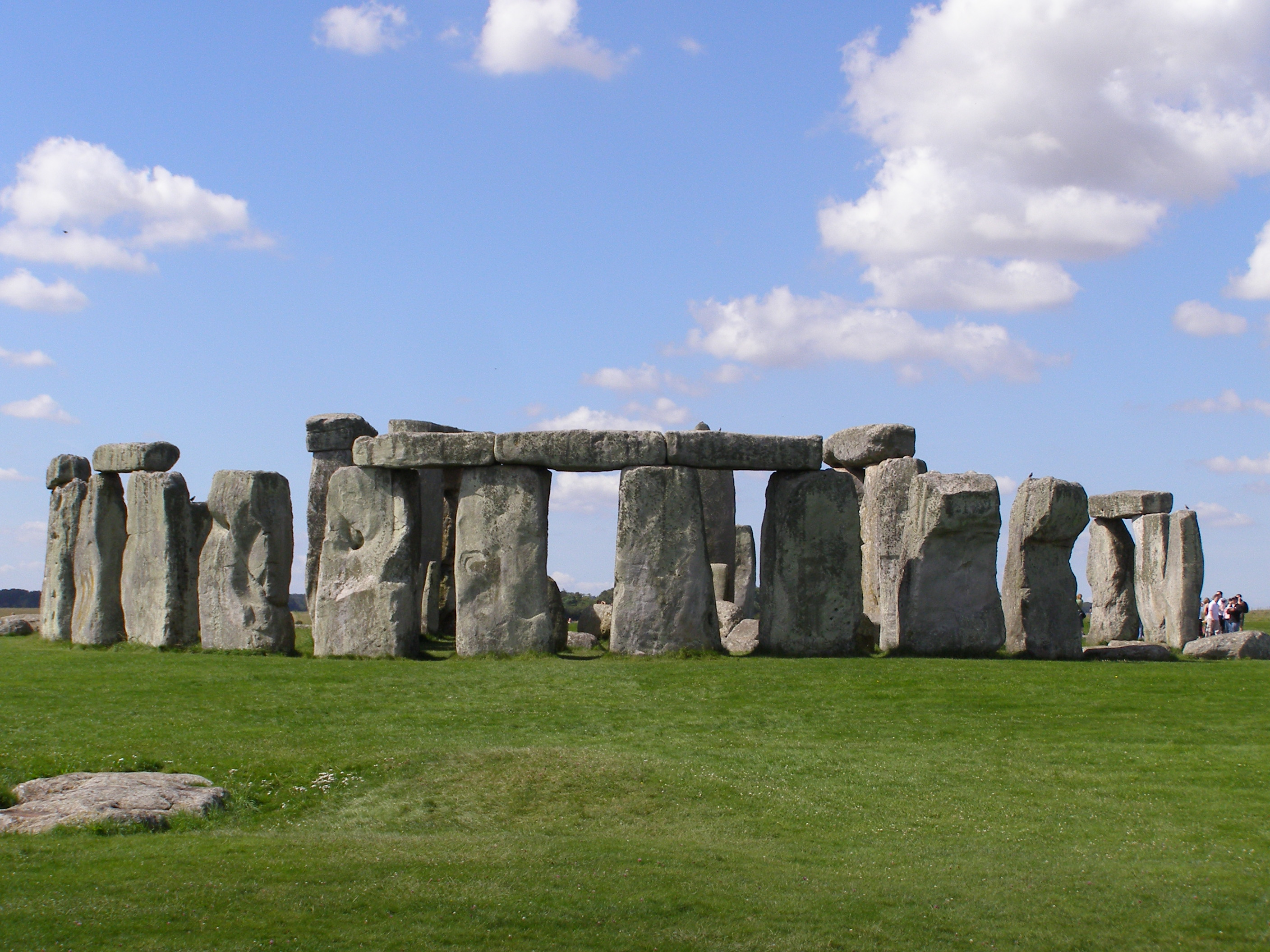
Stonehenge, o monumento monolítico mais famoso do mundo. Foi construído em etapas, mas sua parte mais antiga data de cerca de 5 mil anos atrás.

Outra forma de arte praticamente ausente antes do Neolítico mas que ganha grande proeminência neste período são os monumentos megalíticos: produções envolvendo pedras enormes, muitas vezes pesando toneladas. Estes monumentos consistem de arranjos de diversas pedras de tamanho considerável, ou gravuras nas mesmas, e tinham propósitos religiosos ou cerimoniais, como a adoração de deuses e o enterro dos mortos.
A construção de monumentos megalíticos seria impossível sem o envolvimento de diversas pessoas, trabalhando de forma intensa e organizada, pois o trabalho necessário para carregar, quebrar e dar forma a pedras que chegavam a pesar dezenas de toneladas é muito expressivo. Assim, a existência destes monumentos demonstra grande organização social por parte das sociedades que os construíram.
Pinturas em cavernas são raras no neolítico, mas em oposição a isso, pinturas em muros como forma de decoração são frequentemente encontradas em construções neolíticas.

## Arte na Idade dos Metais
A Idade dos Metais foi um período de grandes transformações advindas da metalurgia, pois nele houve a criação e aperfeiçoamento de ferramentas agrícolas — que possibilitaram maior produtividade —, alto crescimento populacional e o surgimento das primeiras cidades-estados.

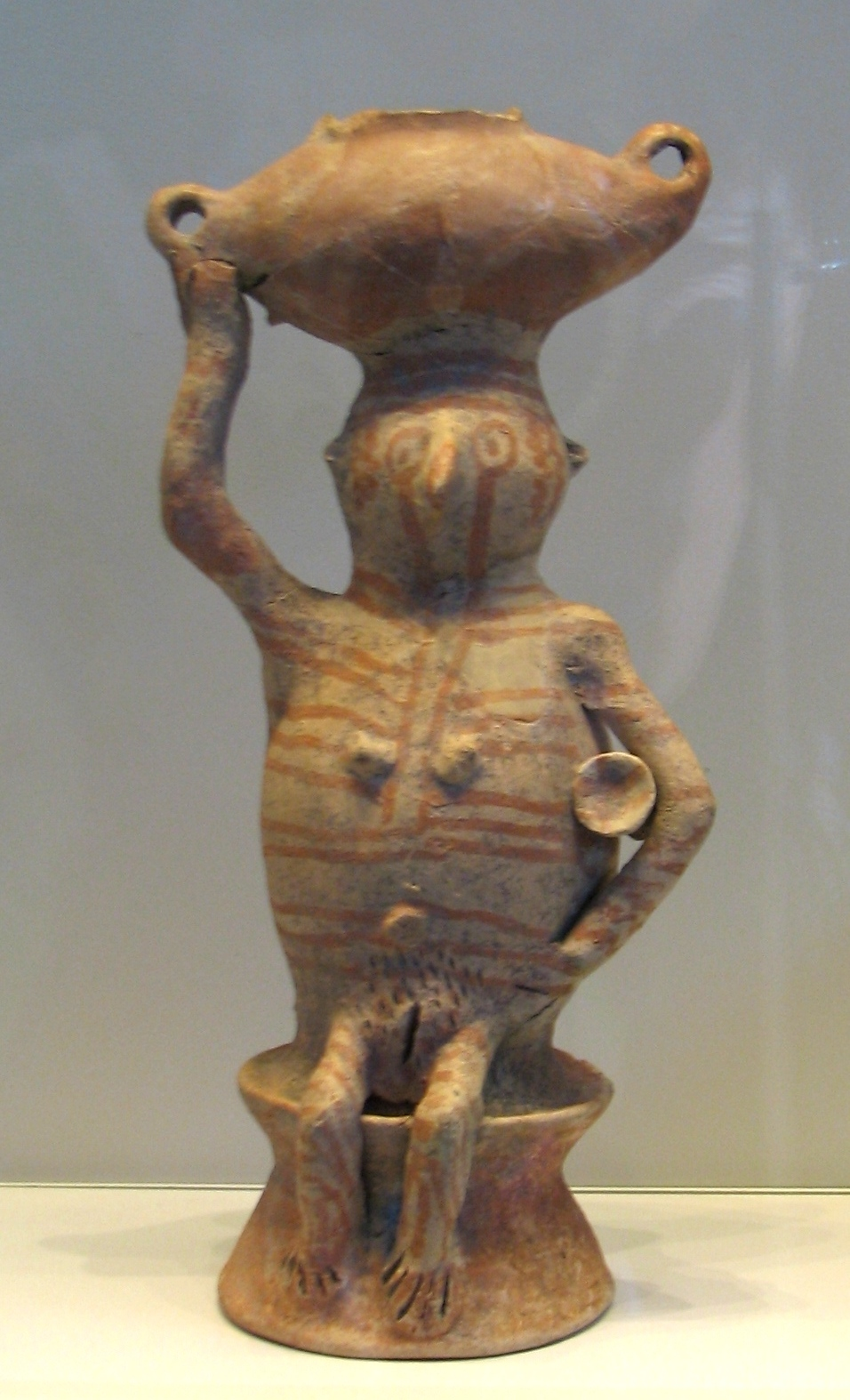
Gilat Lady

A Era dos Metais ocorreu no fim da Idade da Pedra, mais especificamente no fim do período Neolítico, e foi o momento em que ferramentas de metais começaram a ser produzidas. Essa época também é dividida em tipos de materiais predominantes na fabricação de itens, são eles: cobre, bronze e ferro. Cada subperíodo é caracterizado por um tipo de matéria-prima, de acordo com as descobertas e materiais mais utilizados de cada período. Portanto, na Idade do Cobre, o material mais recorrente na fabricação de utensílios era o cobre, e assim por diante.

### Idade do Cobre
O cobre foi um dos primeiros metais utilizados pelos seres humanos, a princípio em seu estado natural para que, posteriormente, após o aprimoramento de técnicas para seu manuseio, fosse utilizado para a fabricação de ferramentas de cobre. Para tal, o aperfeiçoamento de técnicas de cerâmica teve um papel essencial na posterior criação e melhoria de processos metalúrgicos.
Com isso,  a produtividade de trabalho na sociedade teve um crescimento, já que as ferramentas traziam mais agilidade e precisão para tarefas manuais, gerando excedentes que permitiram o enriquecimento da sociedade da época.
Dessa maneira, alguns ornamentos de luxo começaram a ser criados, além de outros itens, principalmente armas. Eles não eram feitos somente de cobre, também houve um aumento de objetos de cerâmica, que, com o aperfeiçoamento de sua produção e manuseio, também esteve muito presente na elaboração de peças decorativas.

### Idade do Bronze

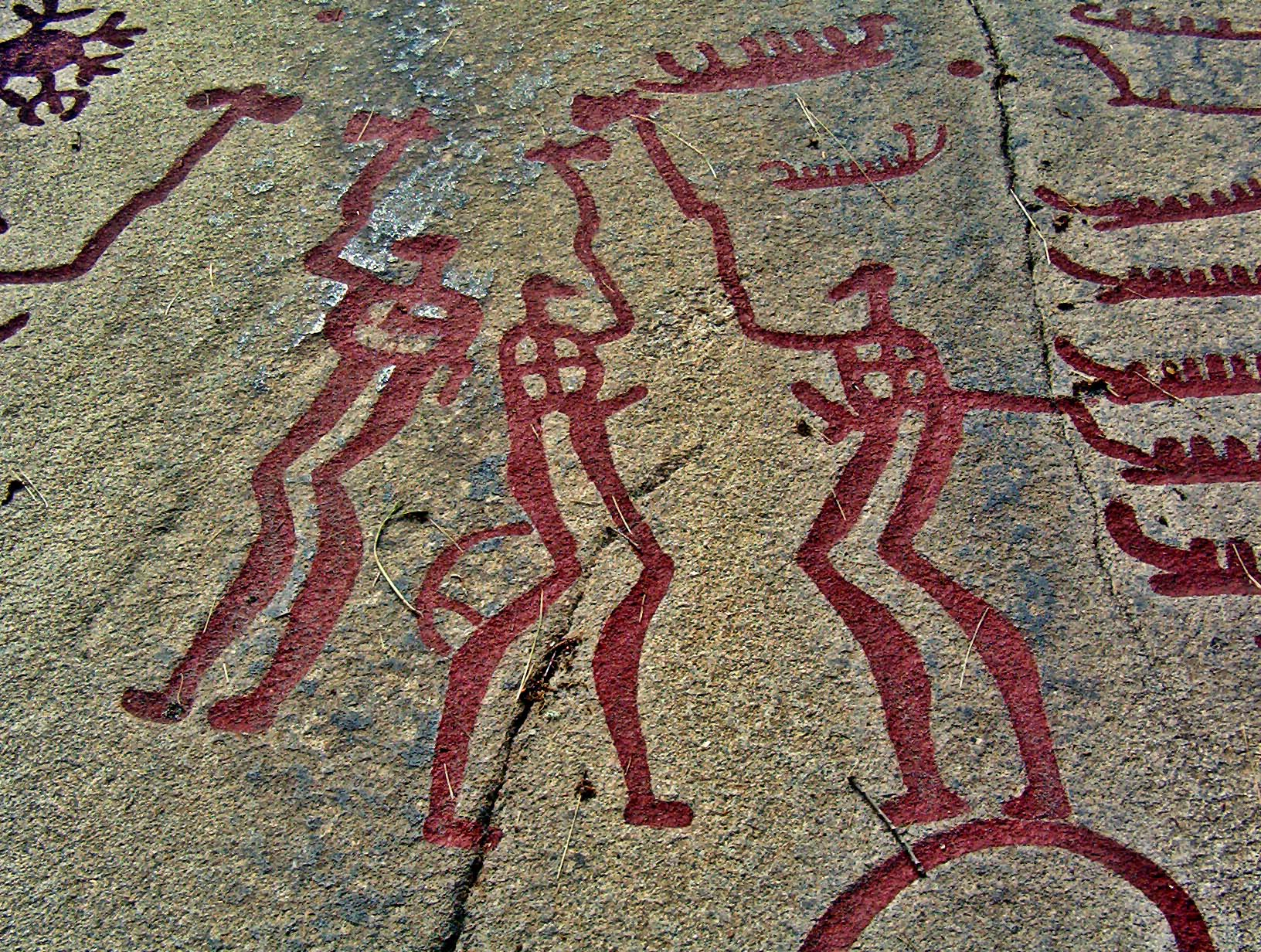
Três homens em um ritual

Ao longo dos anos, o cobre passou a ser misturado com outros materiais, como o zinco — que deu origem ao latão —, e o estanho — que gerou o bronze —. O bronze também pode ser fabricado a partir da combinação de cobre com arsênio. Além disso, compreende-se que sua descoberta provavelmente ocorreu de maneira acidental pelos mesopotâmios.

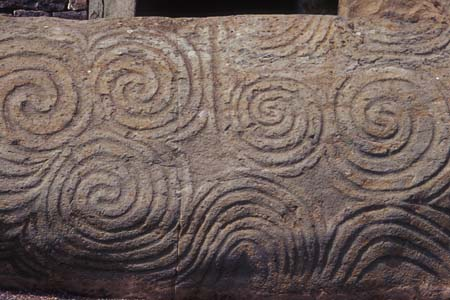
Pedra com arte megalítica

Nessa época, houve ainda mais avanços tecnológicos, principalmente relacionados ao transporte e comunicação entre comunidades, permitindo a disseminação da arte entre regiões.
Além disso, o avanço da tecnologia possibilitou maior acessibilidade a objetos artísticos. Representações artísticas, ornamentos e ferramentas passaram a ser comuns em ambientes domésticos, diferentemente de períodos anteriores, nos quais esses itens ainda não eram tão acessíveis, tampouco fabricados em larga escala.

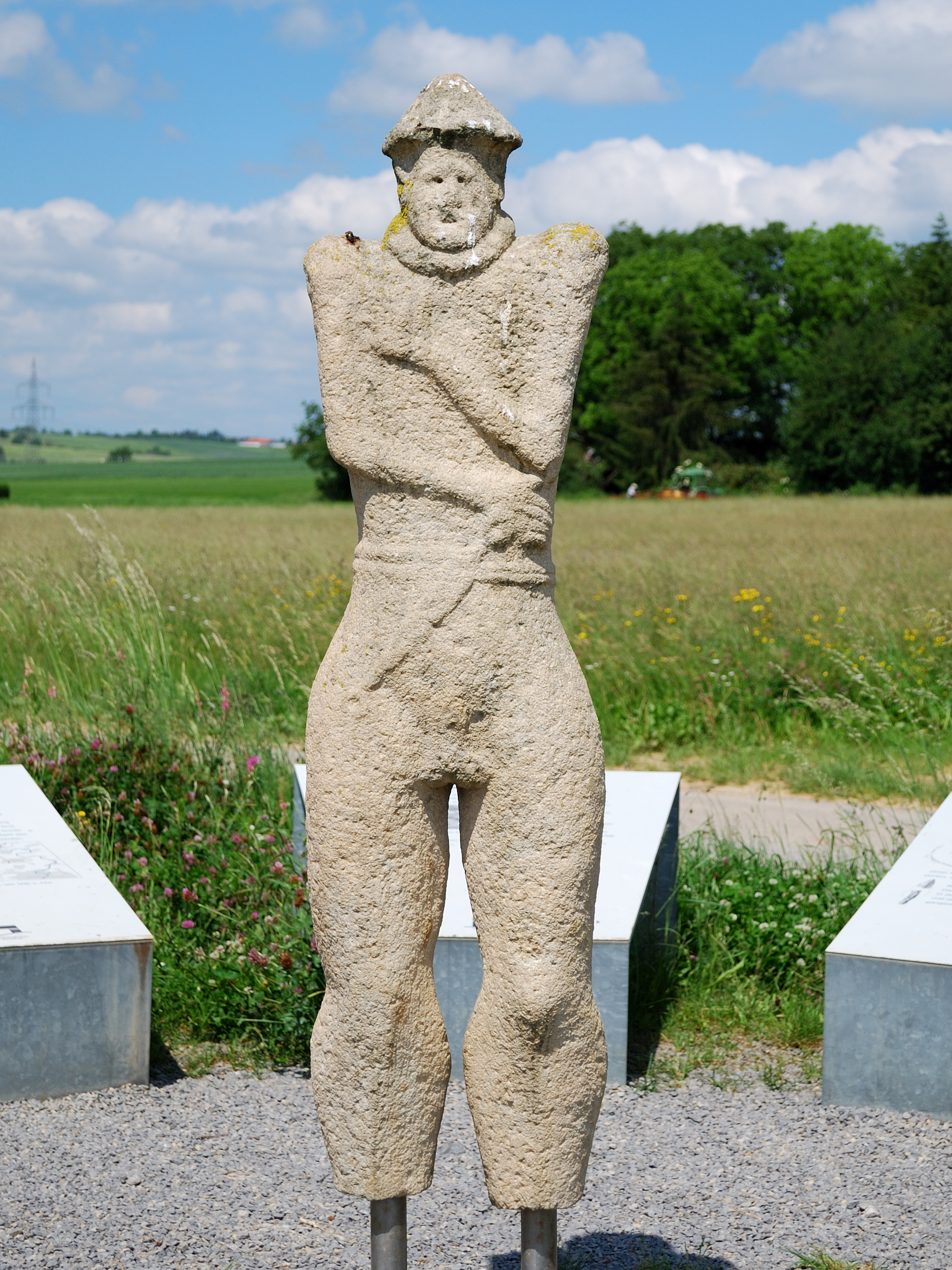
O Guerreiro de Hirschlanden é a estátua de um guerreiro nu itifálico, feito de arenito, a mais velha estátua antropomórfica em tamanho natural conhecida da Idade do Ferro, ao norte dos Alpes.

Algumas características artísticas dessa época incluem ornamentos especiais feitos em ouro, arte megalítica, gravuras, petróglifos — pintura em pedras —, arquitetura monumental, pinturas em objetos pequenos, além de esculturas e cerâmicas já presentes em outros períodos da história.

### Idade do Ferro
A era do Ferro é a última da pré-história antes da invenção da escrita e do início da História em si e se caracterizou pelo uso do ferro para a confecção de utensílios, ornamentos e armas.
O uso de ferro na elaboração desses objetos aumentou a qualidade e durabilidade desses itens, melhorando também na elaboração de arte em pedra, por exemplo.
Esculturas antropomórficas e objetos abstratos e geométricos são característicos dessa Era. Além disto, a arte também estava muito presente em pinturas e decorações de monumentos e construções.
Na Era do Ferro, a arte etrusca surgiu, e foi também o auge da arte grega, especialmente as esculturas e cerâmicas,  juntamente com a arte persa e egípcia. E, somente no fim dessa época, é que surgiu a arte romana.

## Arte rupestre na Amazônia brasileira
A presença da arte rupestre no Brasil abrange todo o território nacional, mas os estudos na Amazônia brasileira são mais recentes. Enquanto que os esforços foram centrados no estudo de cerâmicas - da década de 50 até em torno de 1990 -, a falta de interesse dos arqueólogos em estudar a arte rupestre na nossa Amazônia foi refletida em números: segundo EdithePereira Edithe Pereira na região há mais de 10000 sítios arqueológicos, em torno de 400 há arte rupestre, sendo que apenas 40 foram documentados e estudados.
Há poucas datações, mas a arte rupestre mais antiga que se tem conhecimento se localiza em Monte Alegre, com 12.000 AP (anos antes do presente). Na região de Boa Vista, em torno de 3.950 AP e 3.000 AP, 1.100 AP em Manaus e 2.200 AP em Rurópolis. Todas se tratam de datações indiretas.
Em Rurópolis (PA), há a Caverna das Mãos (sob as coordenadas 04º09'23"S e 55º04'19"W). A região é rica em cavernas – conta com seis cavernas com registros rupestres expressivos -, mas que começaram a serem cadastradas no Cadastro Nacional de Cavernas (CNC) da Sociedade Brasileira de Espeleologia (SBE) somente a partir de 2010.
A Caverna das Mãos merece destaque por ser um raro registro de arte rupestre em zona afótica (único na América do Sul), mas com presença de registros também em zona disfótica (penumbra). O fato de estar localizado em zona afótica leva a crer que o indivíduo ou grupo que pintou as mãos (fato que dá o nome à caverna) precisava dominar o fogo para conseguir alcançar essa zona com completa ausência de luz natural.
Outras regiões com amplo registro de arte rupestre estão no município de Prainha, localizado no Baixo Amazonas. Até 2000, foram registrados sete sítios com registros rupestres. Um com pintura (Pedra do Noé) e o restante com gravuras (Boa Vista, Serra da Careta, Ponta do Cipó, Estrela, Jatuarana e Pedra do Padre).  
As principais características das gravuras rupestres desses sítios são: localizam-se em áreas de interflúvio (seja em céu aberto ou em abrigos), realizados com incisão profunda (em alguns casos, técnica mista de gravura e pintura), utilização isolada ou conjunta de cores vermelha, amarela e preta; raramente ultrapassam a altura de dois metros, estando mais comumente localizadas ao nível do solo; na maioria não é possível identificar o sexo.
Um aspecto marcante das figuras encontradas em Prainha é o antropomorfismo. Lá, o antropomorfismo é encontrado de três maneiras: através da figura completa (todo o corpo é representado deste modo), apenas da cabeça, e máscara (rosto estilizado). O grafismo de antropomorfismo completo mantém uma unidade estilística, mas com variedade de formas: a representação do tronco, por exemplo, é variada, sendo representada por losango e retângulo principalmente.
As representações de cabeça, por sua vez, constituem a maioria dos grafismos presente em Prainha. Assim como os completos, são variados – mas com unidade: todos tem rosto, mas a cabeça em si é representada tanto de forma naturalista quanto quadrada. Uma característica marcante é a presença da representação de dentes, não encontrada em outras regiões do Brasil.
O antropomorfismo está presente não apenas nas gravuras da Prainha, mas também em outras regiões da Amazônia: seja através das pinturas em Monte Alegre, seja em cerâmicas – como na Cultura Santarém, Cultura Maracá e Tapajó.
O Parque Estadual de Monte Alegre (PEMA), uma das 5 UC’s de Proteção Integral do Estado do Pará, criado em 2001, conta com uma diversidade de cavernas, pinturas rupestres e sítios arqueológicos. É uma diversidade de tipos de registros e também de períodos de ocupação: por isso, não se deve tomar a datação de 12.000 AP para todos os achados.
A região, além de destacar-se pela datação mais antiga já registrada, também se diferencia por outras características únicas: os registros de antropomorfos contam com a peculiaridade de terem braços e pernas com dupla angulação na Caverna da Pedra Pintada. Além disso, alguns têm troncos representados com formas geométricas em seu interior, sugerindo pintura corporal.
Outro ponto de destaque é a presença de um registro que se vale do suporte para sua composição. Nele, o formato da cavidade da rocha foi aproveitado como desenho do contorno da cabeça.